# Febarbamato
Il febarbamato è un composto barbiturico dotato di proprietà ansiolitiche, sedative ed ipnotiche. Agisce anche sul tremore.
Similmente ad altri barbiturici, se viene assunto per periodi di tempo prolungati, può comportare l'instaurarsi di una dipendenza di tipo fisico e psichico.

## Chimica
Il composto è praticamente insolubile in acqua, mentre è facilmente solubile in alcool ed in diossano.

## Farmacodinamica
Il meccanismo principale di azione di febarbamato e di altri barbiturici comporta una modulazione allosterica positiva dei recettori GABA A.
Il GABA è il principale neurotrasmettitore inibitorio nel sistema nervoso centrale dei mammiferi.

Febarbamato si lega al recettore GABA A in corrispondenza della subunità beta. Come le benzodiazepine, i barbiturici prolungano e potenziano l'effetto del GABA su questo recettore. Oltre a questo effetto GABA-ergico, i barbiturici bloccano il recettore AMPA, un sottotipo di recettore del glutammato. Il glutammato è il principale neurotrasmettitore eccitatorio del sistema nervoso centrale dei mammiferi. Febarbamato inibisce il rilascio di glutammato con un effetto sui canali del calcio ad alto voltaggio di tipo P/Q.

Complessivamente quindi gli effetti dei barbiturici potenziano gli stimoli inibitori sul recettore GABA A ed inibiscono gli stimoli eccitatori sul recettore AMPA. Il complesso di queste azioni spiega gli effetti depressori dei barbiturici.

## Farmacocinetica
Dopo assunzione per via orale il farmaco è rapidamente assorbito dal tratto gastrointestinale.
Viene ampiamente metabolizzato a livello della ghiandola epatica, in particolare tramite reazioni di dealchilazione e di idrossilazione. Una quota rilevante viene ad essere escreta attraverso l'emuntorio renale: nelle urine è possibile ritrovare solo tracce del composto immodificato. Una piccola parte del farmaco viene eliminata dall'organismo tramite le feci.

## Tossicologia
Studi sperimentali su animali (topi) hanno messo in evidenza una DL50 pari a 1065 mg/kg peso corporeo, quando assunto per via orale.

## Usi clinici
In passato il febarbamato ha trovato indicazione nella terapia dell'ansia e dell'insonnia, e come coadiuvante nel trattamento della dipendenza da alcool in soggetti etilisti. Spesso per questo scopo è stato associato ad altri composti quali fenobarbital e difebarbamato, con il nome di tetrabamato.

Attualmente altre classi di farmaci, in particolare le benzodiazepine, hanno completamente sostituito i barbiturici nel trattamento di questi disturbi i quali, per la stretta finestra terapeutica (differenza fra dosi terapeuticamente attive e dosi letali), non sono più indicati.

Il farmaco è stato anche oggetto di studio nel trattamento degli stati di agitazione e aggressività dei pazienti affetti da demenza e sindrome psico-organica senile.

Oggi si trova ancora in commercio in alcuni Paesi, in genere in associazione con difebarbamato e fenobarbital, in preparati indicati nel trattamento di tremori che non abbiano origine parkinsoniana.

## Effetti collaterali e indesiderati
A seguito di assunzione di una normale dose ipnotica , si possono osservare sonnolenza, atassia, confusione mentale, alterazioni dell'umore. Questa sintomatologia tende a manifestarsi soprattutto negli anziani. 
Il farmaco riduce l'attenzione e allunga il tempo dei riflessi, pertanto si può verificare compromissione della capacità di guidare veicoli o di azionare macchinari che richiedono elevati livelli di vigilanza. 
In alcuni soggetti, particolarmente nei pazienti anziani o debilitati, può indurre eccitazione paradossa. 
Raramente in alcuni pazienti con disturbi psiconevrotici possono insorgere mialgie, neuralgie, artralgie. Sono inoltre possibili effetti epatotossici ed epatite acuta.

Reazioni da ipersensibilità si possono manifestare in soggetti predisposti. Tali reazioni comprendono orticaria, rash cutaneo, edemi localizzati e dermatite eritematosa. È stata anche segnalata anche la possibilità di insorgenza di polmonite eosinofila.

## Controindicazioni
Il composto è controindicato nei soggetti con ipersensibilità individuale accertata verso il principio attivo oppure uno qualsiasi degli eccipienti della formulazine farmaceutica.

## Dosi terapeutiche
Nei soggetti adulti è stato somministrato alle dosi di 100–200 mg al giorno, per via orale.